# Phycopterus rubritincta
Phycopterus rubritincta är en fjärilsart som beskrevs av George Francis Hampson 1926. Phycopterus rubritincta ingår i släktet Phycopterus och familjen nattflyn. Inga underarter finns listade i Catalogue of Life.